# La tartine de beurre
La tartine de beurre (Das Butterbrot) KV6 Anh. 284n C.27.09 ist ein Klavierstück, das Wolfgang Amadeus Mozart, mitunter aber auch seinem Vater Leopold Mozart zugeschrieben wird.
Das Bestreichen des Brotes wird durch Glissandi der rechten Hand veranschaulicht.
Die Herkunft des kurzen Stückes ist nicht eindeutig geklärt. Angeblich komponierte Wolfgang Amadeus Mozart das Butterbrot im Alter von fünf Jahren. Wahrscheinlich wurde das Stück erstmals von Litolff in Braunschweig veröffentlicht. Möglicherweise stammt es von Henry Charles Litolff.